# The Pretty Sister of Jose (film)
The Pretty Sister of Jose è un film muto del 1915 diretto da Allan Dwan.
La storia è adattata da un romanzo (New York, 1889) di Frances Hodgson Burnett e dal lavoro teatrale che ne era stato tratto, una commedia che aveva debuttato sui palcoscenici di New York il 10 novembre 1903.
Il ruolo della bella Pepita, che a teatro era stato interpretato da Maude Adams, fu affidato dalla Famous Players Film Company a un'altra celebre attrice teatrale, Marguerite Clark, che aveva iniziato con successo la sua carriera cinematografica l'anno precedente diretta da Allan Dwan in Wildflower.

## Trama
La madre di Pepita e di José si uccide, pugnalandosi al petto: il marito l'ha lasciata, invaghito di un'altra donna. La radiosa Pepita passa così da un'adolescenza felice alla disillusione: ferita nei suoi sentimenti, sviluppa un fiero risentimento nei confronti degli uomini. Quando nella cittadina in cui vive giunge Sebastiano, il più celebre torero spagnolo, questi resta affascinato da lei. L'uomo disprezza l'amore della bella Sarita, che per lui muore disperata.
Pepita si reca a Madrid, dove è andato a vivere suo fratello José. Nella capitale, rivede Sebastiano, che la corteggia assiduamente senza successo. Alla fine, Sebastiano la lascia e parte per Lisbona. Ritorna dal Portogallo, portandosi dietro una nuova fidanzata.
Pepita, cui la lontananza del torero ha risvegliato l'amore, adesso è intensamente gelosa. Durante la corrida, Sebastiano la guarda altezzosamente. Ma il toro con cui combatte nell'arena, lo incorna. Pepita raggiunge il ferito e gli dichiara di essere pronta a morire con lui. Le sue parole fanno rivivere Sebastiano.

## Produzione
Il film fu prodotto nel 1915 dalla Famous Players Film Company.

## Distribuzione
Distribuito dalla Famous Players-Lasky Corporation e dalla Paramount Pictures, il film uscì nelle sale il 31 maggio 1915.
Non si conoscono copie ancora esistenti della pellicola che viene considerata presumibilmente perduta.